# You're Going to Lose That Girl

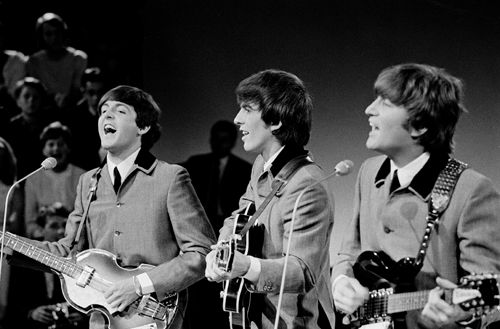
Da destra: John Lennon, autore del brano e voce solista, George Harrison e Paul McCartney, voci di accompagnamento

You're Going To Lose That Girl è una canzone scritta da John Lennon, ma accreditata per convenzione alla coppia Lennon-McCartney. È comparsa nell'album Help!. In Giappone è stato pubblicato il singolo You're Going to Lose That Girl/Tell Me What You See.

## La canzone

### Composizione
Viene considerata una composizione con uno stile dei primissimi tempi dell'esperienza dei Beatles di Lennon rispetto ad altre presenti nell'album. È stato ipotizzato che la canzone dovesse essere originariamente per Harrison. In seguito Lennon avrebbe preso il ruolo di cantante principale della canzone poiché Harrison cantava già le canzoni I Need You e You Like Me Too Much.

### Strumentazione
La canzone presenta il canto di Lennon con il controcanto di Harrison e McCartney, usato, in questo caso, soprattutto per rafforzare le frasi del cantante principale.

## Formazione
- John Lennon: voce, chitarra ritmica acustica
- Paul McCartney: controcanto, basso elettrico, pianoforte
- George Harrison: controcanto, chitarra solista
- Ringo Starr: batteria, bongo

## Videoclip
Nel videoclip della canzone, proveniente dal film Help!, i Beatles fingono le prove della canzone. In esso, si vedono solitamente John che canta ad un microfono, e George e Paul, uno di fronte all'altro, cantare ad un altro microfono, con qualche inquadratura su Ringo, impegnato a suonare la batteria o i bongo. Alla fine della canzone, i seguaci della dea Kali cercano di prendere Ringo, il quale ha un anello sacrificale al dito, facendo un buco sotto la batteria.

### Collegamenti con il PID
Il videoclip ha un possibile indizio per la leggenda della morte di Paul McCartney: vi è una brevissima inquadratura di Paul al piano, e ciò fa pensare a due Paul diversi.